# Mokronóżka czerniejąca

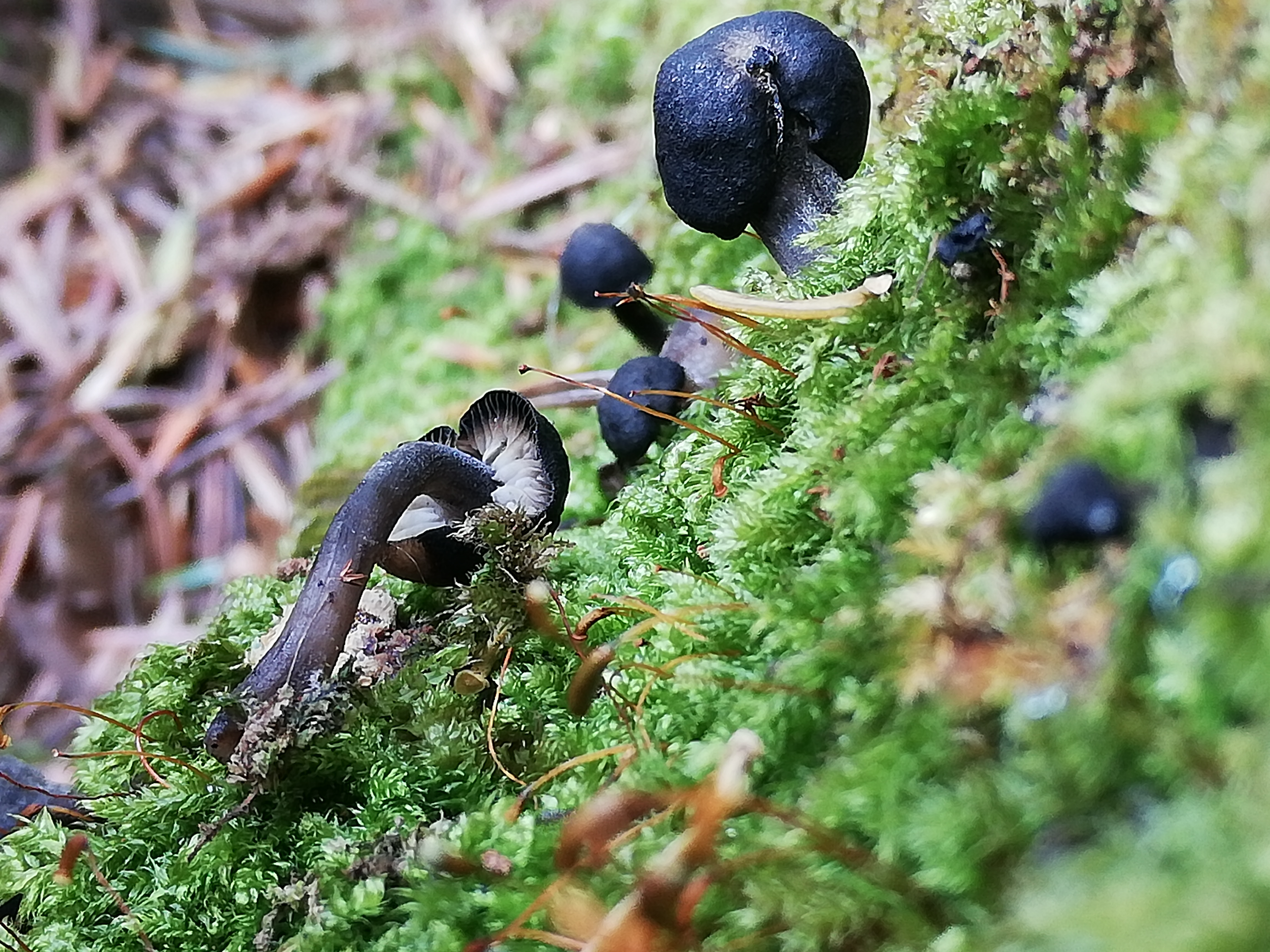
Młode owocniki

Mokronóżka czerniejąca (Hydropus atramentosus (Kalchbr.) Kotl. & Pouzar) – gatunek grzybów z rodziny grzybówkowatych (Mycenaceae).

## Systematyka i nazewnictwo
Pozycja w klasyfikacji według Index Fungorum: Hydropus, Mycenaceae, Agaricales, Agaricomycetidae, Agaricomycetes, Agaricomycotina, Basidiomycota, Fungi.
Po raz pierwszy takson ten zdiagnozował Károly Kalchbrenner w 1873 r. nadając mu nazwę Agaricus atramaentosus. Obecną, uznaną przez Index Fungorum nazwę nadali mu František Kotlaba i Zdeněk Pouzar w 1962 r.
Synonimy:
- Agaricus atramentosus Kalchbr. 1873
- Collybia atramentosa (Kalchbr.) Sacc. 1887
- Mycena atramentosa (Kalchbr.) Höhn. 1907

Polską nazwę zaproponował Władysław Wojewoda w 1999/ r..

## Występowanie i siedlisko
Opisano występowanie tego gatunku w niektórych krajach Europy i w górach Ałtaju. W. Wojewoda w zestawieniu grzybów wielkoowocnikowych Polski przytacza 12 stanowisk. Bardziej aktualne stanowiska podaje internetowy atlas grzybów. Znajduje się na Czerwonej liście roślin i grzybów Polski. Ma status E – gatunek wymierający, którego przetrwanie jest mało prawdopodobne, jeśli nadal będą działać czynniki zagrożenia.
Saprotrof. Występuje w lasach iglastych, mieszanych i liściastych na martwych leżących na ziemi gałązkach drzew i pniakach. Owocniki zazwyczaj od kwietnia do września.